# Parque Nacional Olympic
Parque Nacional Olympic é um parque nacional localizado no canto noroeste de Washington, na Península Olympic, o é dominado pelo Monte Olympus (2428 metros de altitude), que deu seu nome ao parque.
Com uma grande variedade de paisagens e ecossistemas e uma grande riqueza de vida marinha ao longo de sua costa rochosa, florestas de coníferas gigantescas nos vales onde enormes rebanhos de alces vagam, e cumes escarpados de onde pendem sessenta geleiras ativas, o parque é classificado pela UNESCO como Património da Humanidade.

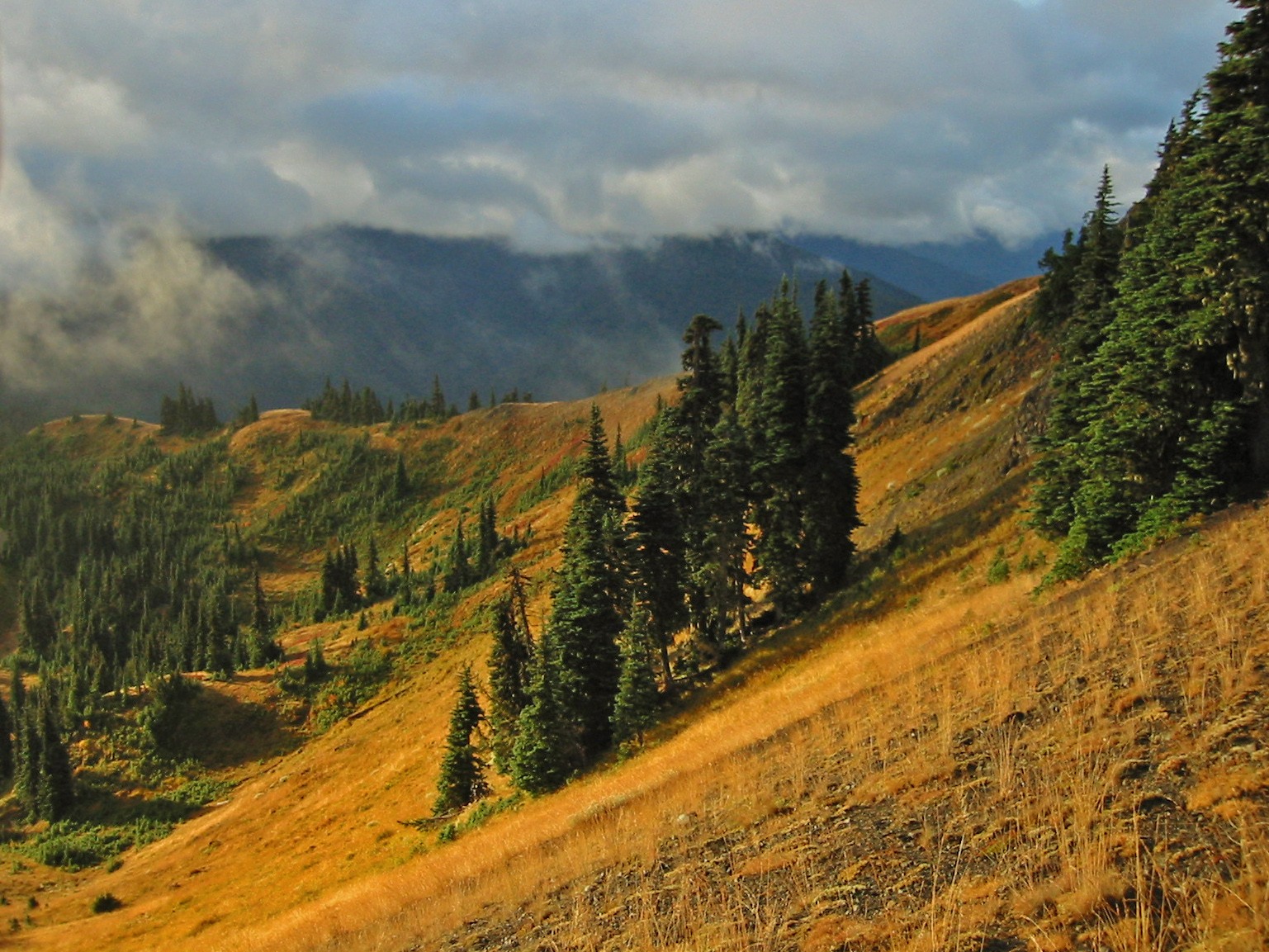
Hurricane Ridge